# Veteli
Veteli (Zweeds: Vetil) is een gemeente in de Finse provincie West-Finland en in de Finse regio Centraal-Österbotten. De gemeente heeft een landoppervlakte van 502,13 km² en telt 2.946 inwoners (2022).

## Geboren in Veteli
- Esko Aho (1954), politicus
- Juha Sipilä (1961), politicus